# Kirche von Bud

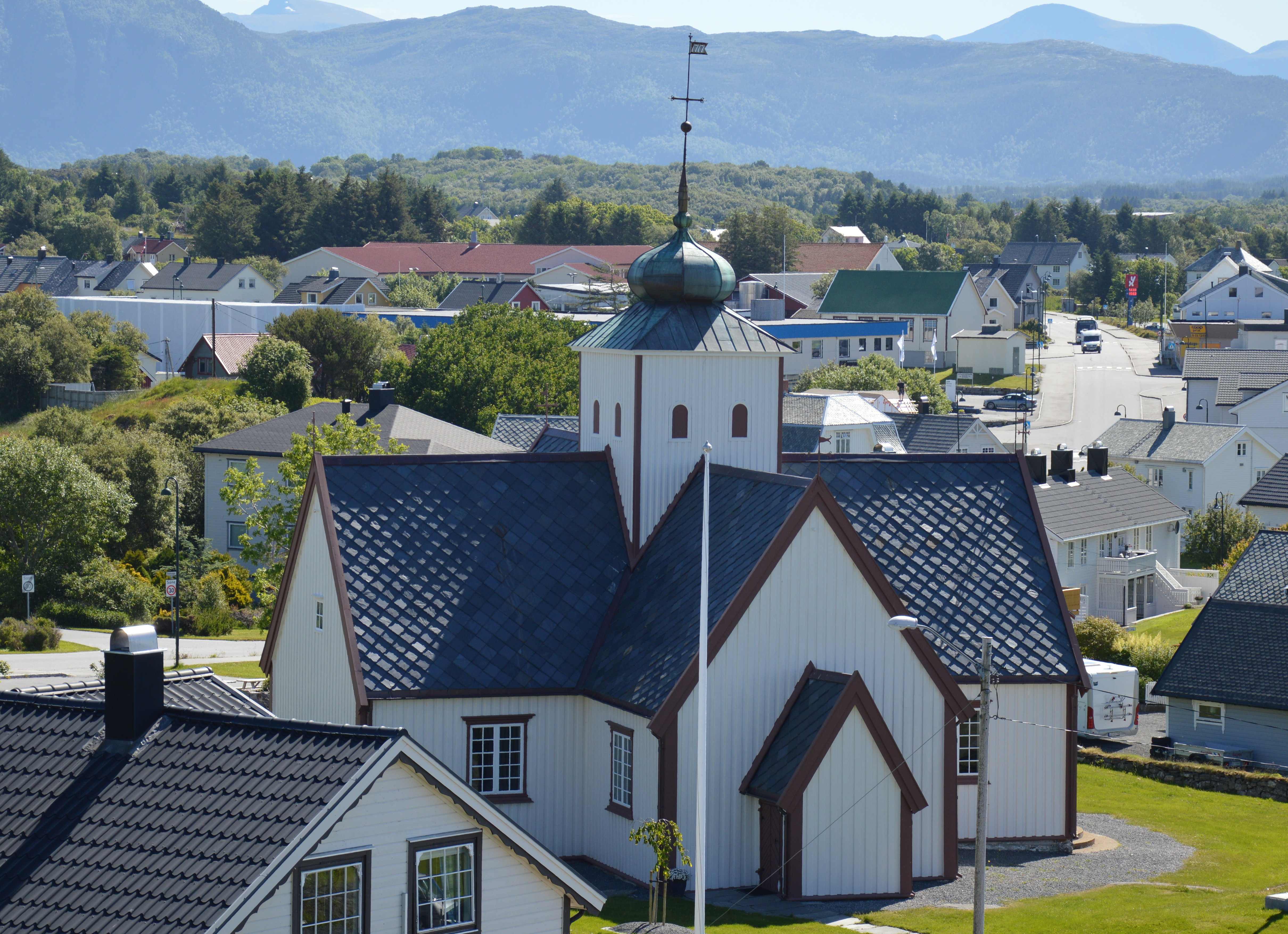
Kirche von Bud, 2017

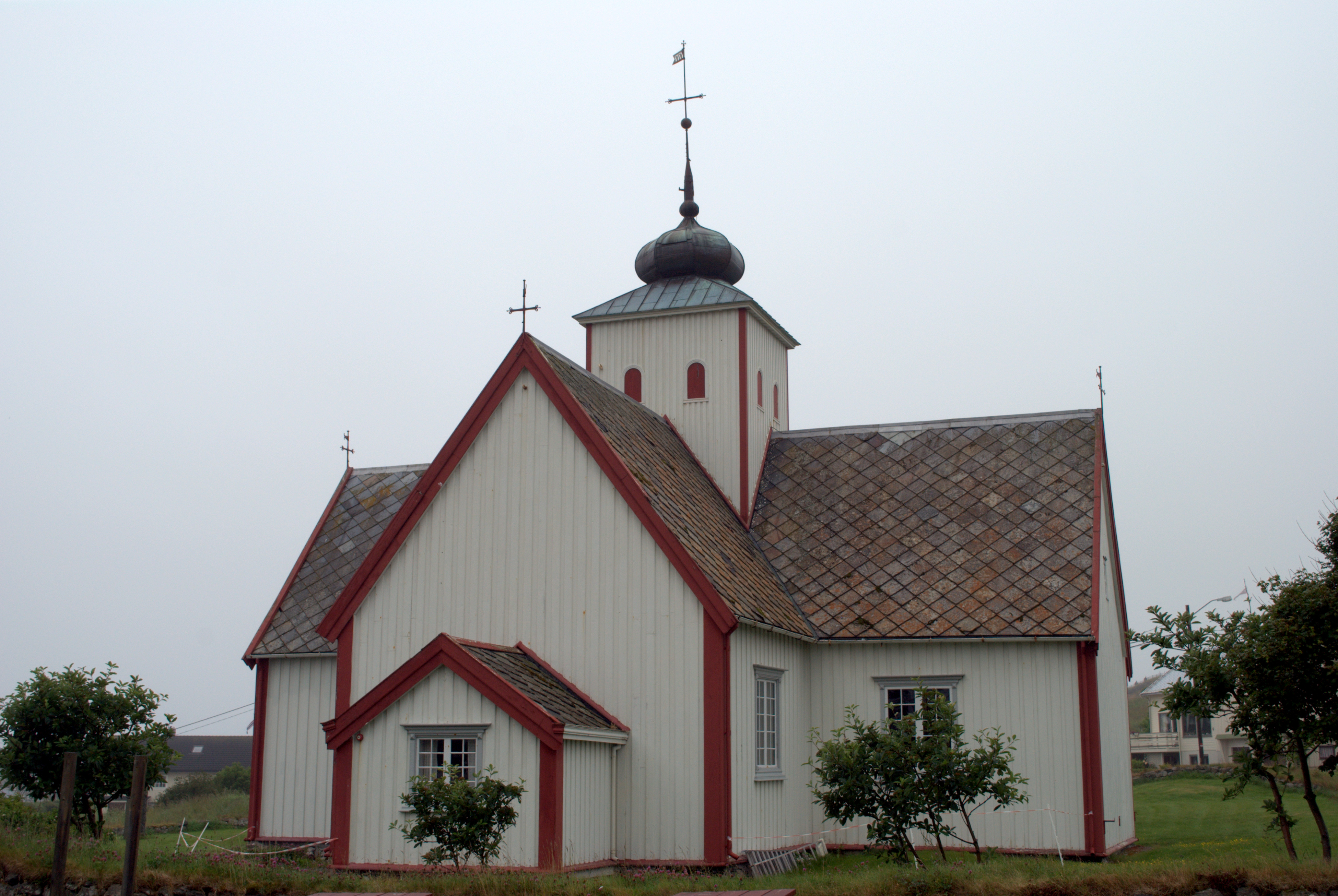
Südseite, 2012

Die Kirche von Bud (norwegisch Bud kirke) ist eine Kirche der evangelisch-lutherischen Norwegischen Kirche im Dorf Bud in der Kommune Hustadvika.

## Lage
Sie liegt im nördlichen Teil des Dorfes an der Adresse Kirkevegen 3. Nordwestlich befindet sich die ehemalige jetzt als Museum genutzte Heeres-Küsten-Batterie 17./976 Bud, westlich der Steinpark.

## Architektur und Geschichte
Die früheste direkte urkundliche Erwähnung einer Kirche in Bud ist aus dem Jahr 1589 überliefert. Es handelte sich vermutlich um eine Stabkirche. Das Gebäude wurde jedoch im Jahr 1648 in Teilen abgerissen und in nördliche und südliche Richtung erweitert. Durch einen Blitzschlag brannte die Kirche jedoch 1709 nieder. 1717 erfolgte der Neubau der heutigen Holzkirche auf kreuzförmigen Grundriss mit heute 250 Sitzplätzen. 1755 wurde die Kirche von Bud Hauptkirche einer eigenen Pfarrei. 1832 brannte es im Kirchturm, der neu erbaute Kirchturm wurde dann, nach dem Geschmack der damaligen Zeit, als kleiner Zwiebelturm errichtet. Während des Zweiten Weltkriegs befand sich der Tum in der Schusslinie der benachbarten deutschen Küsten-Batterie. Der Turm wurde daher abgebaut und 1947 dann wieder aufgesetzt.